# Косово (Видинська область)
Ко́сово (болг. Косово) — село у Видинській області Болгарії. Входить до складу общини Брегово.

## Населення
За даними перепису населення 2011 року у селі проживали 367 осіб, з них 358 осіб (98,6%) — болгари.
Розподіл населення за віком у 2011 році:
Динаміка населення: